# 601
Évszázadok: 6. század – 7. század – 8. század
Évtizedek: 550-es évek – 560-as évek – 570-es évek – 580-as évek – 590-es évek – 600-as évek – 610-es évek – 620-as évek – 630-as évek – 640-es évek – 650-es évek
Évek: 596 – 597 – 598 – 599 –  600 – 601 – 602 – 603 – 604 – 605 – 606

## Események

### Bizánci Birodalom
- Petrosz, Maurikiosz császár fivére sikeres hadjáratot vezet az avarok ellen a Tiszához, hogy távol tartsa őket a Duna alsó folyásától és a bizánci flotta el tudja szállítani az utánpótlást Singidunum (Belgrád) erődjébe.

### Európa
- Meghal I. Reccared vizigót király. Utódja 18 éves fia, II. Liuva.
- Meghal Ariulf, Spoleto longobárd hercege. Trónjáért küzdelem indul két öccse között, melyből Theudelapius kerül ki győztesen.
- I. Gergely pápa Augustinus kérésére további misszionáriusokat küld Britanniába, hogy segítsenek a szászok megtérítésében és az egyházszervezet kiépítésében. Közöttük vannak Mellitus, Justus és Honorius leendő canterburyi érsekek.

### Kína
- Megjelenik a Csiejün rímszótár, amely kiejtésük szerint osztályozza a kínai írásjeleket és nagy segítséget jelent a kora középkori kínai nyelv fonológiájának rekonstruálásában.

## Születések
- II. Sigebert, frank király

## Halálozások
- I. Reccared, vizigót király

## Fordítás
- Ez a szócikk részben vagy egészben  a(z)   601 című angol Wikipédia-szócikk ezen változatának fordításán alapul.  Az eredeti cikk szerkesztőit annak laptörténete sorolja fel. Ez a jelzés csupán a megfogalmazás eredetét és a szerzői jogokat jelzi, nem szolgál a cikkben szereplő információk forrásmegjelöléseként.